# Bel Canto (band)

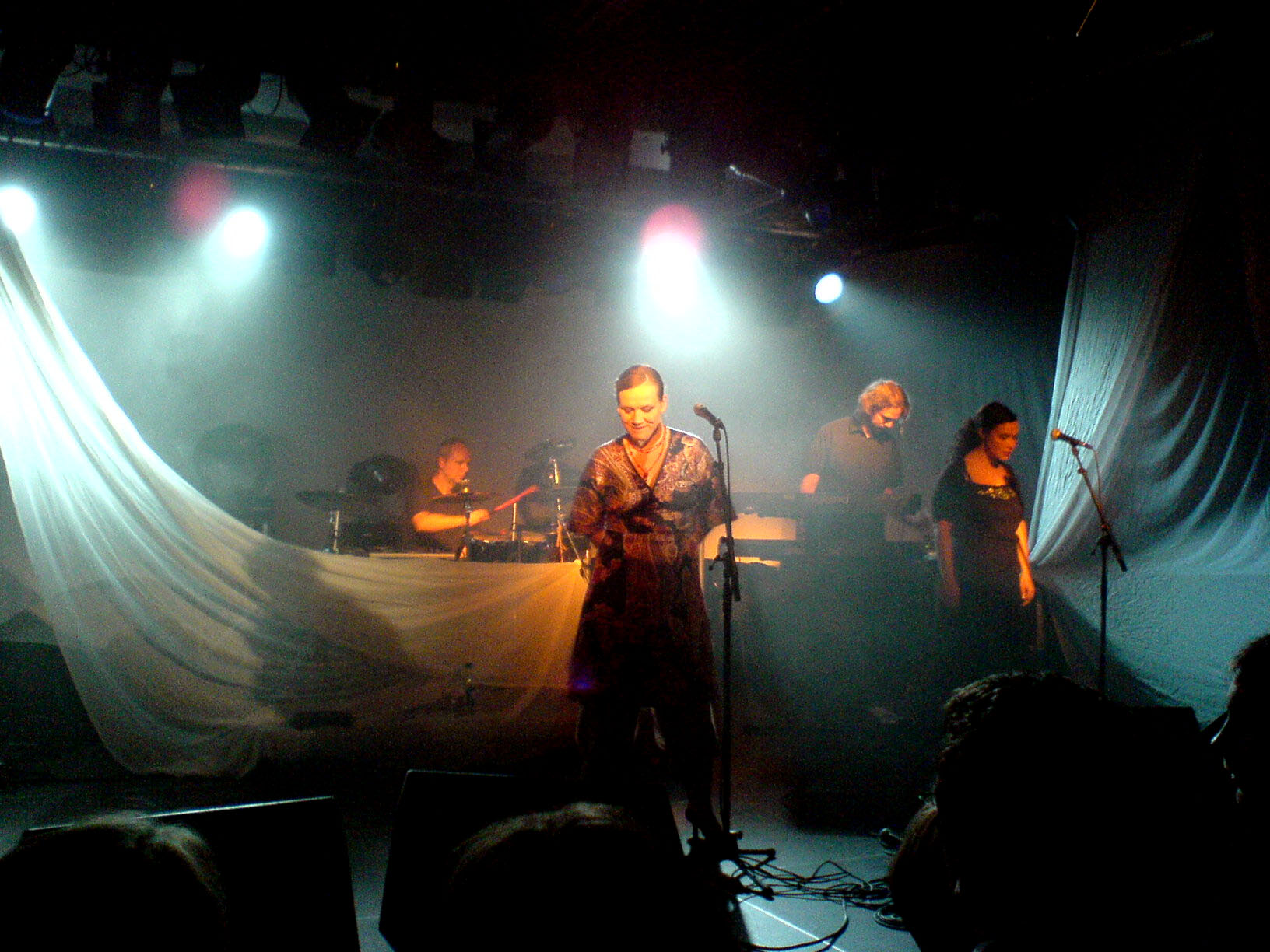
Bel Canto in 2006

Bel Canto is een Noorse muziekgroep. De groep maakt dromerige synthesizerpop met meestal teksten in het Engels maar ook in het Duits, Frans en Spaans.
Bel Canto werd opgericht in 1985 in Tromsø door Nils Johansen en Geir Jenssen. Enkele maanden later werd de toen 16-jarige zangeres Anneli Drecker toegevoegd aan de groep. Het debuutalbum White-Out Conditions werd in 1987 uitgebracht door Crammed Discs, gevolgd door Birds of Passage in 1989. Geir Jenssen verliet de groep in 1990 en ging solo verder onder de naam Biosphere. Bel Canto won de Spellemannprijs voor de albums Shimmering, Warm & Bright (1992) en Magic Box (1996). Aan Magic Box werkte Jah Wobble mee als bassist en producent. De van dit album afkomstige single Rumour behaalde de 8ste plaats in de Billboard Dance Club Songs-lijst.
Drecker heeft naast Bel Canto een solocarrière en zingt met andere groepen. Johansen speelt tevens in de groep Vajas.

## Discografie
- 1987 - White-Out Conditions
- 1989 - Birds of Passage
- 1992 - Shimmering, Warm & Bright
- 1996 - Magic Box
- 1998 - Rush (alternatieve titel: Images)
- 2001 - Retrospect (verzamelalbum)
- 2002 - Dorothy's Victory